# 岡田裕子
岡田 裕子（おかだ ひろこ、1970年 - ）は、日本の現代美術家。

## 来歴・活動
東京都生まれ。田園調布雙葉学園を経て、1993年（平成5年）に多摩美術大学を卒業し、翌年には同大学研究生を修了。
2001年（平成13年）、現代美術家の会田誠と結婚。息子は会田寅次郎。
自らの実体験―恋愛、結婚、出産、子育てなど―を通したリアリティのある視点で、現代の社会へのメッセージ性の高い美術作品を制作。国内外の美術館、ギャラリー、オルタナティブスペース等にて展覧会多数。表現手法はビデオやインスタレーション、パフォーマンスなど多岐にわたる。
代表作として、恋人の別れを架空の日本文化で表現した「Sweet Memories-The kite of loves end」（1997年）。男女の心のすれ違いを擬音のコラージュで表現した「私の歌」（1998年、東京都写真美術館「ラヴズ・ボディーヌード写真の近現代」展にて発表）。男性の妊娠出産をテーマにした「俺の産んだ子」（2003）。高齢化社会の独居老人を演じた「翳りゆく部屋」（2009）。未来の再生医療による日本で起こる現象を予想した「エンゲージド・ボディ」（2019）。コロナ禍の時代を体験型サウンド作品で表現した「誰も来ない展覧会」（2020）など。自らの私生活の経験から発想を得て、時代を切り取り、近未来予想的な作品を多く手掛けている。
アーティストや学生、一般人と共同で行うアートプロジェクトを牽引する仕事も多数手がける。2001年より家族のユニット活動として＜会田家＞を発足。2007年より千葉大学WiCANのアートプロジェクトに数年に渡り参加。プロデュース＆ディレクションを手がけ、千葉市の街や日本社会に眼差しを向け、学生や現地の方々と共同作品を制作・発表。 2010年より参加者をアーティストだけに固定しないオルタナティブなアートプロジェクトとしての人形劇団『劇団☆死期』を旗揚げ、主催。コロナ禍においてもファッションなど他業種のとクリエーターと繋がりながら「何かをつくる」活動である「W HIROKO PROJECT」を、ファッションデザイナーのHIROKO ITOとともに開始する（2020年〜）など。
著書は作品集「DOUBLE FUTURE─ エンゲージド・ボディ／俺の産んだ子」求龍堂（2019年）、人形劇を書籍化した（共著）に『「現代アート探偵 ゲンダイチコースケの事件簿『銀髪の賢者と油之牝狗』」ART DIVER（2015年）など。
2007年（平成19年）に製作・DVD販売された岡田の半生を描いたドキュメンタリー風ドラマ、『ふたつの女』（監督・ダーティ工藤）では会田誠と共演。
取り扱い画廊はミヅマアートギャラリー。

## 会田誠作品への参加
- 「DOUBLE FANTASY」(2001)
  - 結婚を記念して制作した写真作品。ウェディングドレスを着た新婦二人が並ぶ「結婚写真」。向かって左側は岡田、右側は女装した会田誠である[4]。
- 「雅子妃先輩、がんばって！」（2006）
  - 岡田を含めて、雅子妃と同じ田園調布雙葉学園の卒業生だった美大出身者4名が色紙に、「卒業生への寄せ書き」のような女子チックな、「雅子様を応援する寄せ書き」を書いた。